# Thành tựu pháp
Thành tựu pháp (成就法; sādhana hoặc tantra) là từ dịch nghĩa từ thuật ngữ Phạn sādhana hay tantra. Đôi lúc hai từ này cũng được dịch là Nghi quỹ (儀軌), với nghĩa chung là luật tắc, luật lệ, quỹ phạm, tín ngưỡng truyền thống. Nhưng trong Kim cương thừa thì từ sādhana được dịch là Thành tựu pháp để chỉ những bài chú về những phép tu thiền định đặc biệt dẫn đến sự thành tựu viên mãn. Những bài Thành tựu pháp thường thường trình bày các Thần thể (iṣṭadevatā, sādhita, bo. yidam), như một thật thể mà hành giả có thể tiếp cận được, và cách thực hiện linh ảnh các vị đó. Trong Phật giáo Tây Tạng, đây là phương pháp tu học phổ biến, nhưng luôn luôn cần sự hướng dẫn của một vị Đạo sư (guru). 
Mỗi hành giả sẽ được truyền tâm bằng một câu Chân ngôn liên quan đến một vị thần hỗ trợ. Phần thực hiện Thành tựu pháp bao gồm 3 phần: Phần chuẩn bị, phần chính và phần chấm dứt. Phần chuẩn bị thường là Quy y tam bảo và phát triển Bồ-đề tâm. Phần chính thường gồm có giai đoạn bắt đầu, giai đoạn tạo linh ảnh của một Thần thể và giai đoạn xoá tan linh ảnh. Đó là lúc mà hành giả trực nhận Chân như, tính Không. Giai đoạn chấm dứt thường gồm có các lời chúc hay hồi hướng. Đối với Phật giáo Tây Tạng thì việc thiết tưởng một linh ảnh, một Thần thể không hề có tính huyền hoặc hay cầu xin một đấng nào bên ngoài. Đó là những phương pháp để tự đồng hoá với một nguyên lý năng lượng ở nơi chính mình. Các vị Phật trong hệ thống Ngũ Như Lai là những hình ảnh cơ bản nhất của các linh ảnh đó.